# Hairiks Jansen
Hairiks Anselmo Jansen (Willemstad, 22 februari 1984) is een Nederlands-Curaçaos voetballer die bij voorkeur als verdediger speelt. In dienst van SV Hubentut Fortuna won de verdediger onder meer driemaal het Kampioenschap van Curaçao en eenmaal het Kampioenschap van de Nederlandse Antillen.
Jansen kwam als international tweemaal uit voor het Curaçaos voetbalelftal. In 2013 maakte hij deel uit van de selectie die tijdens het ABCS-toernooi 2013 de finale bereikte.

## Clubcarrière
Hij speelde in Noord-Holland voor WGW en Z.A.P.. In 2009 vertrok Jansen op 20-jarige leeftijd naar Curaçao om te gaan voetballen voor Hubentut Fortuna, dat uitkwam in de Promé Divishon. Zijn eerste doelpunt maakte Jansen op 16 mei 2009 in de competitiewedstrijd tegen Undeba (2-2 gelijkspel). Jansen speelt een sterk seizoen met zijn club dat een tweede plaats behaalde in de reguliere competitie, waardoor Hubentut mag deelnemen aan de play-offwedstrijden en mag strijden voor het Voetbalkampioenschap van Curaçao. Mede door twee doelpunten van Jansen bereikt de club uit Seru Fortuna de finale, waarin CSD Barber de tegenstander is. Nadat de finale op 23 augustus met 1–0 werd gewonnen, mocht Hubentut zich kronen tot kampioen van Curaçao en kwalificeerde de club zich voor het Algehele kampioenschap van de Nederlandse Antillen. Ook in dit toernooi troffen de twee Curaçaose clubs elkaar in de finale, maar won SV Hubentut Fortuna ditmaals overtuigend met 4–2. Door als verdediger 4 doelpunten te maken in de hoogste voetbalafdeling en met zijn club twee hoofdprijzen te winnen, kende Jansen een succesvol debuutjaar.
Het tweede seizoen van Jansen voor Fortuna begon stroever: Hubentut werd derde in de reguliere competitie met drie punten achterstand op SV VESTA, maar de daaropvolgende play-offwedstrijden van het seizoen 2009/10 verliepen uiterst succesvol. Met zijn club treft Jansen op 15 augustus 2010 andermaal CSD Barber als tegenstander aan in de finale. Ook nu werd het Curaçaos kampioenschap met een 1–0 winst binnengehaald door een doelpunt van Tyronne Maria.
Het seizoen 2010/11 was wederom succesvol. De finale van de play-offs tegen CSD Barber werd op 28 september 2011 opnieuw met 1–0 gewonnen door Hubentut Fortuna, waardoor Jansen met zijn teamgenoten voor de derde keer op rij kampioen van Curaçao werden. Als speler van de Curaçaose kampioen speelde Jansen in 2010 en 2012 eveneens wedstrijden voor de CFU Club Championship, maar de Curaçaoënaars wisten niet te imponeren op het internationaal voetbalbekertoernooi en kwamen beide keren niet verder dan de groepsfase. Als basisspeler van SV Hubentut Fortuna maakt Hairiks Jansen de nodige indruk en in november 2013 werd hij door de bondscoach Ludwig Alberto opgeroepen voor het Curaçaos voetbalelftal.
In 2015 verliet Jansen het betaald voetbal in Curaçao om te gaan spelen in het Nederlands amateurvoetbal bij de derdeklasser JVC Julianadorp. Voor De Blauw-zwarten maakte Jansen over twee seizoenen zes doelpunten in de competitie en drie in de districtsbeker. Bij deze club wordt hij ook verschillende keren geselecteerd werd voor het Helders voetbalelftal, waarvoor hij onder meer in juli 2016 scoorde tegen Jong FC Utrecht (3-2 winst). In de zomer van 2017 vertrok hij naar ODIN '59 dat in het seizoen 2017/18 uitkomt in de Derde divisie. Jansen doet in Heemskerk voornamelijk speeltijd op bij het tweede elftal van De Gele Leeuwen, dat speelt in de Zaterdag Hoofdklasse A voor reserveteams. In 2018 stapte hij over naar BVV De Kennemers.

## Interlandcarrière

### Curaçao
In november 2013 werd Hairiks Jansen door de bondscoach Ludwig Alberto opgeroepen om met het Curaçaos voetbalelftal deel te nemen aan het ABCS-toernooi 2013. Op 14 november 2013 debuteerde hij voor Curaçao als basisspeler tegen Aruba. De wedstrijd werd met 2–0 gewonnen. Zijn tweede interland speelde hij in de finale van het ABCS-toernooi op 16 november tegen Suriname. Deze finale ging met 1–3 verloren.
| Interlands van Hairiks Jansen voor Curaçao | Interlands van Hairiks Jansen voor Curaçao | Interlands van Hairiks Jansen voor Curaçao | Interlands van Hairiks Jansen voor Curaçao | Interlands van Hairiks Jansen voor Curaçao | Interlands van Hairiks Jansen voor Curaçao |
| №                                          | Datum                                      | Wedstrijd                                  | Uitslag                                    | Type                                       | Doelpunten                                 |
| Als speler bij SV Hubentut Fortuna         | Als speler bij SV Hubentut Fortuna         | Als speler bij SV Hubentut Fortuna         | Als speler bij SV Hubentut Fortuna         | Als speler bij SV Hubentut Fortuna         | Als speler bij SV Hubentut Fortuna         |
| ------------------------------------------ | ------------------------------------------ | ------------------------------------------ | ------------------------------------------ | ------------------------------------------ | ------------------------------------------ |
| 1.                                         | 14 november 2013                           | Curaçao - Aruba                            | 2 – 0                                      | ABCS-toernooi 2013                         | 0                                          |
| 2.                                         | 16 november 2013                           | Curaçao - Suriname                         | 1 – 3                                      | ABCS-toernooi 2013                         | 0                                          |

## Erelijst
- Kampioenschap van Curaçao: 2009, 2010 en 2011 (SV Hubentut Fortuna)
- Kampioenschap van de Nederlandse Antillen: 2009 (SV Hubentut Fortuna)
- Finalist ABCS-toernooi: 2013 (Curaçao)